# Saskia Temmink
Saskia Temmink, née le 17 mai 1968 à Maastricht, est une actrice néerlandaise.

## Filmographie

### Cinéma et téléfilms
- 1990 : Viermaal mijn Hart : La tentatrice
- 1991 : Oog in oog : Wies
- 1991 : Bij nader inzien : Daphne
- 1991 : De tranen van Maria Machita : Shoe salesperson
- 1991 : Suite 215 : Emma Nievelt-Schröder
- 1993 : Bureau Kruislaan (nl) : Jo van Nispen
- 1995-1998 : Baantjer : Deux rôles (Patricia Verdonk et Vicky)
- 1998-1999 : Oud geld (nl) : Pup
- 2000 : Lek : Partenaire de Bijl
- 2000 : De aanklacht : Emily
- 2001 : De grot (nl) : Deux rôles (Adrienne et La femme d'Egon)
- 2001-2002 : De 9 dagen van de gier : Esther Kleinveld
- 2002 : Russen : Annette Schenning
- 2004 : Hartslag (série télévisée) : Jennifer
- 2004 : Ernstige Delicten (nl) : Iris Hooft
- 2004-2010 : De vloer op jr. (nl) : Fatimah
- 2007 : MissiePoo16 (nl) : Lies
- 2008 : Keyzer & De Boer Advocaten : Moniek de Waal
- 2008 : Gaandeweg : Helena
- 2009 : Julia's Hart : La coordinatrice de transplantation
- 2010 : Annie M.G. (nl) : Jetta van Leeuwen
- 2010-2014 : Bloedverwanten (nl) : Iris Zwager
- 2011 : Papa's tango : Paulien
- 2013 : De Nieuwe Wereld : La conseillère
- 2013 : Caps Club (nl) : Ellen de Graaff
- 2016 : De Jacht (nl) : Deux rôles (Celine van Kampen et La psychologue)
- 2017 : De 12 van Oldenheim (nl) : Emma Veldhoven
- 2017 : Van God Los (nl) : Kristina Pahlplatz
- 2018 : Nieuwe buren : Marga